# آفتاب‌پرست دندانه‌ای
آفتاب‌پرست دندانه‌ای (نام علمی: Heliotropium denticulatum) نام یک گونه از سردهٔ آفتاب‌پرست است. سردهٔ آفتاب‌پرست در ایران ۴۷ گونهٔ علفی یک ساله و چند ساله دارد که در سراسر ایران پراکنده‌اند. آفتاب‌پرست دندانه‌ای یکی از ۴۷ گونهٔ موجود در ایران است.